# Ashes of the Wake
Ashes of the Wake – trzeci album studyjny amerykańskiego zespołu muzycznego Lamb of God. Wydawnictwo ukazało się 31 sierpnia 2004 roku nakładem wytwórni muzycznych Epic Records i Prosthetic Records. Czasopismo Guitar World umieściło album na 49. miejscu w zestawieniu "50 najlepszych gitarowych albumów wszech czasów".
Nagrania zostały zarejestrowane w Water Music Studios w Hoboken i Sound Of Music w Richmond. Dodatkowe prace, w tym edycję cyfrową zrealizowano w LOG Merch Room w Richmond. Miksowanie odbyło się w The Machine Shop Hoboken. 
Album dotarł do 27. miejsca listy Billboard 200 w Stanach Zjednoczonych sprzedając się w nakładzie 3 tys. egzemplarzy w przeciągu tygodnia od dnia premiery.

## Lista utworów
Opracowano na podstawie materiału źródłowego.
1. "Laid to Rest" - 3:50
2. "Hourglass" - 4:00
3. "Now You've Got Something to Die For" - 3:39
4. "The Faded Line" - 4:37
5. "Omerta" - 4:45
6. "Blood of the Scribe" - 4:23
7. "One Gun" - 3:59
8. "Break You" - 3:35
9. "What I've Become" - 3:28
10. "Ashes of the Wake" - 5:45
11. "Remorse Is for the Dead" - 5:41
12. "Another Nail for Your Coffin" - 4:37 (bonus w japońskim wydaniu)

## Twórcy
Opracowano na podstawie materiału źródłowego.
| Zespół Lamb of God w składzie - Randy Blythe – śpiew - Mark Morton – gitara rytmiczna, gitara prowadząca - Willie Adler – gitara rytmiczna - John Campbell – gitara basowa - Chris Adler – perkusja |  | Dodatkowi muzycy - Alex Skolnick – gitara prowadząca (10) - Chris Poland – gitara prowadząca (10) Inni - Gene "Machine" Freeman – produkcja muzyczna, inżynieria dźwięku, realizacja nagrań, miksowanie - John Agnello – inżynieria dźwięku - Mark Wilder – mastering - K3N – okładka |